# 王之傑
王之傑，字世望，號念一。四川承宣佈政使司遂寧縣人，明朝政治人物。

## 生平
萬曆十九年（1591年）辛卯科四川鄉試第四十二名舉人，二十六年（1598年）戊戌科三甲一百二十四名進士。礼部觀政，萬曆二十七年（1599年）担任湖廣承宣佈政使司蒲圻縣（今屬湖北省赤壁市）知縣。

## 家族
曾祖王朝。祖父王珞。父王承業，庠生。